# Otto Durlach (Ingenieur)
Otto Durlach (* 22. März 1821 in Grindau; † 12. Dezember 1893 in Hannover)
 war ein deutscher Bauingenieur und hannoverscher bzw. preußischer Baubeamter.

## Leben
Otto Durlach wurde als Sohn eines Hofbesitzers noch vor Beginn der Industrialisierung in dem kleinen Ort Grindau bei Schwarmstedt geboren.
Durlach besuchte in der Residenzstadt Hannover die dortige Gewerbeschule und arbeitete anschließend zunächst im Straßenbau im Solling sowie beim Bau der Kettenbrücke in Mannheim, bevor er ab 1842 in der Frühzeit der Königlich Hannöverschen Staatseisenbahnen beim Bau der ersten Eisenbahnstrecke im Königreich eingesetzt wurde, der Strecke von Hannover nach Lehrte.
Mit Unterstützung der königlichen Regierung besuchte Durlach 1843 die Eisenbahn-Anlagen in Rheinpreußen, Bayern, Baden und im Elsass. Durlach besuchte zu einem anderen Zeitpunkt das Elsass, wo die Brüder und Privatunternehmer Nicolaus und André Koechlin 1839 die Bahnstrecke von Mülhausen nach Thann und 1841 von Straßburg nach Basel errichtet hatten.
Nach der Fertigstellung der älteren Bahnstrecken im Königreich Hannover, einem einsetzenden Kapitalmangel für die zweite Phase des Ausbaus des Streckennetzes und im Zusammenhang mit dem Beginn der Revolution ab 1848 wurden viele Eisenbahningenieure entweder entlassen oder bei anderen Staatsbauten eingesetzt. Allerdings zeigte beispielsweise die hannoversche Wasserbaudirektion wenig Solidarität mit den arbeitslos gewordenen Kollegen, weigerte sich gar, trotz eigenen Mangels an Ingenieuren, Eisenbahningenieure anzustellen. Otto Durlach zählte zu den wenigen Ausnahmefällen, die zu dieser Zeit im Straßenbau beschäftigt wurden, bei der Anlage der Chaussee von Emden nach Leer und weiter bis nach Papenburg. Erst am 7. Mai 1850 wurden Durlach wieder in den Eisenbahndienst zurückberufen.
1855 wurde Otto Durlach zum Referenten der Königlich Hannoverschen Eisenbahndirektion ernannt. Rund zwei Jahre später übersprang er 1857 mit der Beförderung zum Baurat die Position eines „Inspektor-Direktors“ in dieser Institution.
Laut dem Adressbuch der Stadt Hannover von 1868 wohnte der Geheime Regierungsrat Durlach, seinerzeit Mitglied der Eisenbahn-Direktion, im Parterre und in der ersten Etage des – damaligen – Hauses Ludwigstraße 1. Mit seiner Ehefrau Anna Wilhelmine Sophie Juliane geb. Köhler hatte Durlach den gemeinsamen in Hannover geborenen Sohn und 1877 in Bremen tätigen Kaufmann August Durlach († 24. Mai 1894 in Lesum).

## Durlachstraße
Posthum wurde 1926 die (1970 aufgehobene) Durlachstraße in der Norstadt von Hannover angelegt; laut dem Adressbuch der Stadt Hannover von 1928 war die Straße benannt nach dem „Oberbaurat, Geh. Reg.-Rat Durlach, der den Entwurf zum jetzigen Hauptbahnhof aufgestellt hat.“

## Schriften
- Der Umbau des Bahnhofes Hannover. (Sonderdruck aus der Zeitschrift des Architekten- und Ingenieur-Vereins zu Hannover, Bd. 32, Heft 1–7, 1886, 55 Seiten und Bildtafeln, bearbeitet von Oberbaurath Durlach und Baumeister Seeliger) Schmorl & v. Seefeld, Hannover 1886. (online über archive.org)